# Ján Misch
Ján Misch (9. listopadu 1613, Lucemburk – 14. října 1677, Passau) byl jezuitský přírodovědec a univerzitní pedagog.

## Kariéra
Působil na Trnavské univerzitě v letech 1653 - 1663, kde vyučoval matematiku a kazuistiku. Po určitou dobu působil jako vyslanec císaře v Istanbulu. V letech 1665 - 1671 pracoval jako lékárník ve Vídni, Šoproni a v Bratislavě. Byl první, o kterém je známo, že na univerzitě prováděl astronomická pozorování. V letech 1657 - 1663 pod pseudonymem Astrophilus sestavoval a vydával kalendář s názvem calendarium Typographiae Tyrnaviensis, ke kterému sám vypočítal více údajů vztahující se k Trnavskému poledníku. Hodnotu tohoto poledníku 48 ° 27' pravděpodobně sám určil. 3. února 1661 pozoroval kometu, kterou týž den objevil Johannes Hevelius v Gdaňsku. Toto pozorování popsal podrobněji v díle Prognos astrologic ex Martino-Saturnino Cometa vydaném v Trnavě v témže roce.

## Díla
- 1657 - 1663 - calendarium Typographiae Tyrnaviensis
- 1661 - Prognos astrologic ex Martino-Saturnino Cometa